# تشالمة كندي (قشلاق الشرقي)
تشالمة کندي (بالفارسية: چالمه‌کندی) هي قرية تقع في إيران في قسم قشلاق الشرقي الريفي. يقدر عدد سكانها بـ 752 نسمة بحسب إحصاء 2016.